# Анора (филм)
„Анора“ (на английски: Anora) е американска трагикомедия от 2024 г. на режисьора Шон Бейкър по негов сценарий. Във филма участват Майки Медисън, Марк Ейдълщайн, Юрий Борисов, Карън Карагулиън и Ваче Товмасиан. Премиерата е на филмовия фестивал „Кан“ на 21 май 2024 г., където печели „Златна палма“, и излиза по кината в Съединените щати на 18 октомври 2024 г.
На 2 март 2025 година филмът печели пет награди Оскар - за най-добър филм, най-добра женска роля (Майки Медисън), най-добър режисьор (Шон Бейкър), най-добър монтаж и най-добър оригинален сценарий.

## Сюжет
Анора (Майки Медисън) е екзотична танцьорка от Ню Йорк, която работи в местен стриптийз клуб. В една от работните вечери тя се запознава с младия руснак Иван (Марк Ейдълщайн), който я кани на следващия ден в неговия дом. Тя е изумена от луксозния дом, в който попада и двамата правят секс срещу заплащане от страна на руснака. Срещите им се цел секс зачестяват и Анора разбира, че парите на Иван са реално на баща му, който е известен руски олигарх. Иван решава да наеме Анора за една седмица с цел тя да се държи като негова приятелка пред приятелите му. Седмицата им заедно е изпълнена с купони, алкохол и наркотици като освен това двамата решават да се венчаят и сключват брак докато са в Лас Вегас, Невада. Анора получава скъп пръстен и приема брака си сериозно като съобщава на всички в клуба, в който работи и го напуска.
След като родителите на Иван разбират за сключения брак веднага заминават от Москва за Ню Йорк, а междувременно изпращат техния помощник арменеца Торос и още двама негови подчинени да оправят ситуацията. Те нахлуват в къщата, след което настъпва голям скандал между тях и двамата млади като Иван бяга от вкъщи след като разбира, че родителите му пътуват към Ню Йорк. Помагачите на Торос се опитват да озаптят Анора, която изпада в агресия. След пристигането на Торос той уведомява Анора, че този брак трябва да бъде анулиран. Тя първоначално не е съгласна и четиримата потеглят из града в търсене на Иван, което продължава дълго докато не го намират пиян в стриптийз бара на Анора. Тя се опитва да убеди Иван да не се развеждат, но той не реагира на молбите ѝ. След като отиват в съда за да анулират брака става ясно, че това трябва да стане в Невада където той е сключен. Междувременно на летището с частния си самолет пристигат родителите на Иван. Анора заявява на родителите му, че ще си наеме адвокат и ще ги съди, но майката на Иван я заплашва, че ако направи така тя ще загуби всичко, което има. Така Анора склонява да се качи на частния им самолет и да отидат в Лес Вегас където да анулират брака. Междувременно Анора се разочарова след като вижда грубото държание на Иван и това, че той не я обича. В офиса на адвоката в Невада възниква скандал между родителите на Иван и Анора, но бракът все пак е анулиран.
Анора се прибира в Ню Йорк заедно с Игор (Юрий Борисов) – руснакът помощник на Торос. След като я изпраща към дома ѝ той и връща годежния пръстен, който по-рано е отнет от Торос и ѝ казва да не казва на никой за това. Силно развълнувана от добрината на Игор към нея през цялото време тя се съблича в колата и двамата започват да правят секс. След като Игор опитва да я целуне Анора се опитва да се изскубне от него, но после изпада в плач в неговите прегръдки.

## Актьорски състав
- Майки Медисън – Анора / Ани[10]
- Марк Ейдълщайн – Иван
- Юрий Борисов – Игор
- Карен Карагулян – Торос
- Ваче Товмасян – Гарник
- Алексей Серебряков – Николай Закаров
- Дария Екамасова – Галина Закаров
- Линдзи Нормингтън – Даймънд
- Айви Уолк – Кристъл
- Луна София Миранда – Лулу
- Алена Гуревич – Клара

## В България
В България филмът излиза по кината на 6 декември 2024 г. в разпространение от „Форум Филм България“.